# Липово (Чебоксарський район)
Ли́пово (рос. Липово, чув. Çăкалăхьял) — присілок у складі Чебоксарського району Чувашії, Росія. Входить до складу Атлашевського сільського поселення.
Населення — 212 осіб (2010; 143 у 2002).
Національний склад:
- чуваші — 97 %